# Hydroporus distinguendus
Hydroporus distinguendus is een keversoort uit de familie waterroofkevers (Dytiscidae). De wetenschappelijke naam van de soort is voor het eerst geldig gepubliceerd in 1871 door Desbrochers des Loges.